# 里纳尔多

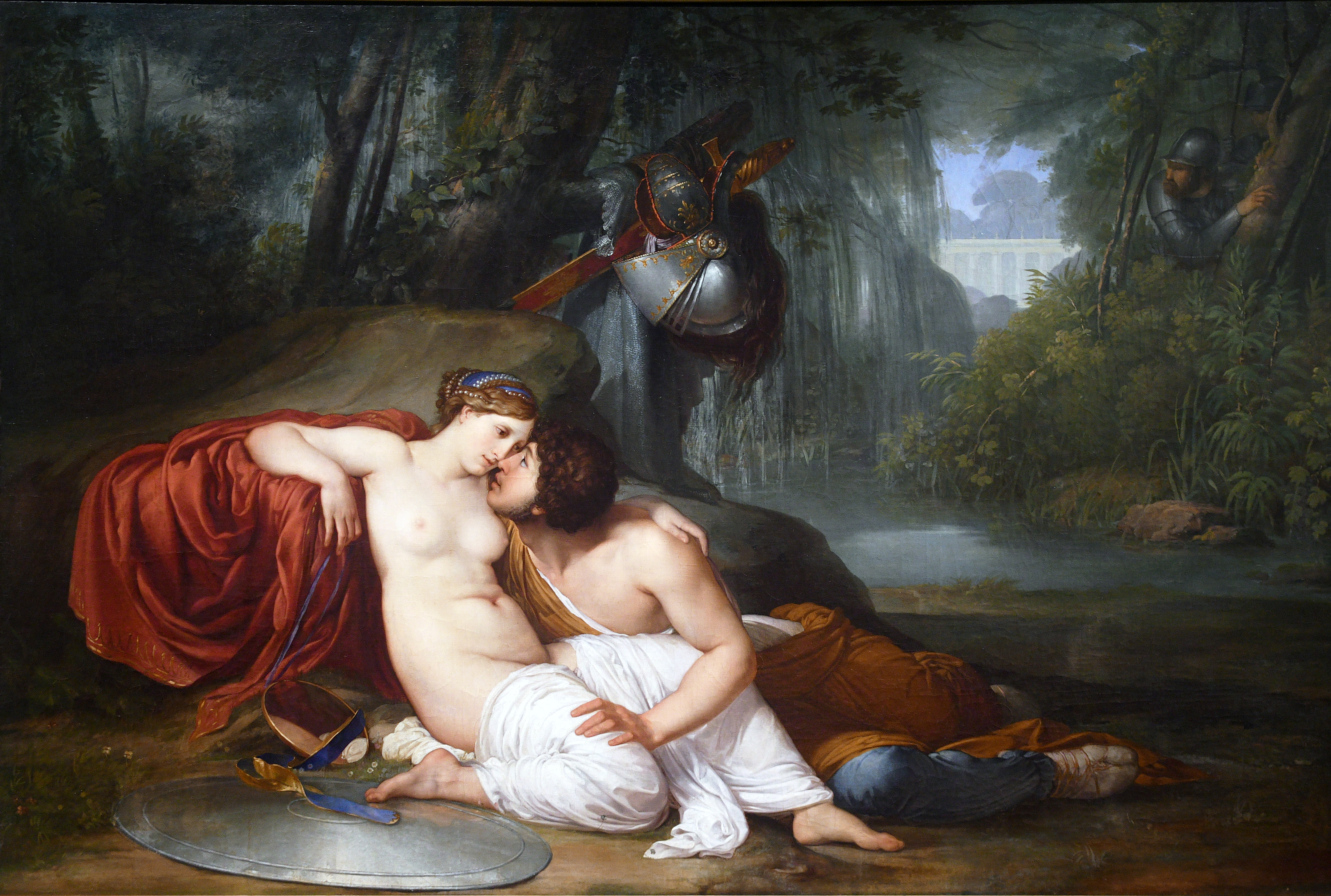
里纳尔多與阿蜜妲，弗朗西斯科·哈耶兹繪

里纳尔多（Rinaldo，HWV 7）是格奥尔格·弗里德里希·韓德爾在1711年创作的一部歌剧。本剧是第一部为专门伦敦舞台写的意大利歌剧。本剧在1711年2月24日首演于位于伦敦干草市场的女王剧院。

## 剧情梗概

### 第一幕
故事正值第一次十字军东征时期，高佛瑞(Godefroy)的十字軍正圍困著耶路撒冷。在城中，撒拉森君王亞干特(Argante)和他的軍隊受到受到十字軍的重重包圍。跟隨著高佛瑞的有他的兄弟歐斯塔修斯(Eustazio)，女兒亞米蕾娜(Almirena)，以及騎士里納爾多(Rinaldo)。隨著高佛瑞對即將到來的勝利高唱凱歌，里納爾多對亞米蕾娜表達了他的愛意，高佛瑞也同意只要耶路撒冷一陷落，這樁婚事就能立刻進行。亞米蕾娜催促著里納爾多，希望他盡快攻陷這座城池，取得勝利。歐斯塔修斯認為自己的兄弟對於攻城失敗的可能性感到恐懼，這在之後亞干特重振旗鼓，而高佛瑞同意他三日休戰的要求時得到證實。在高佛瑞同意短暫休兵而暫時離開後，亞干特馬上對大馬士革女王阿蜜妲(Armida)表示愛意，她同時也是個法力高強的女巫。亞干特認為阿蜜妲的強大法術能對這場戰事起到關鍵的作用。而在他暗自思索的同時，阿蜜妲乘著燃燒烈火的馬車從天空中出現，並表示只有她能帶來撒拉森王所渴求的勝利。
場景轉換到一處噴泉流淌、鳥兒高歌的花園，里納爾多和亞米蕾娜正歌頌著彼此的愛情。但阿蜜妲的到來打破了這片寧靜，她從里納爾多的懷中捲走了美麗的少女。里納爾多立刻拔劍，意欲奪回他的愛人，但一片巨大的黑雲出現，包覆住了阿蜜妲及亞米蕾娜，兩人隨同陰雲消失在了彼方的空中。里納爾多對失去所愛感到無比哀痛。當高佛瑞以及歐斯塔修斯終於趕到時，他們安慰悲痛的騎士，並準備前往拜訪一位可能有能力能救回亞米蕾娜的人---一名基督教巫師。孤身一人的里納爾多，祈禱著能得到救回愛人的力量。

### 第二幕
在一片海岸上，當高佛瑞、歐斯塔修斯及里納爾多逐步接近巫師的領地時，一位美麗的女性從船上呼叫他們，並保證自己能帶領里納爾多到女巫藏匿少女之處。兩隻美人魚歌頌著這段愛戀，並催促著里納爾多踏上船隻。騎士猶豫著，不知如何是好，他的兩位同伴則希望能制止他可能犯下的莽行。然而出於對痛失愛人的憤怒，里納爾多仍是選擇踏上了船，然而當他腳一踏上甲板，船便立即出航，留下同行的高佛瑞以及歐斯塔修斯。他們對於里納爾多衝動的行為感到驚愕，認為他偏離了正道。
在阿蜜妲的宮廷花園中，亞米蕾娜哀嘆著自己的被俘。亞干特來到她的身旁，霎時被她的美麗所折服，他對少女表達了自己的感情，並保證自己會反抗阿蜜妲的怒火並使她重獲自由。
同時，里納爾多來到了阿蜜妲面前。當他要求女巫釋放自己的愛人，阿蜜妲卻被此人的騎士精神所震懾，女王愛上了這名騎士，並對他表示愛情，然而里納爾多嚴正回絕了她的表白。阿蜜妲不肯死心，用巫術把自己變成了亞米蕾娜的樣子，然而里納爾多識破了她的詭計，乘船離開了女王的宮殿。阿蜜妲回復了自己的樣貌，對於騎士的拒絕感到憤怒，但又無法反抗自己炙熱的感情，於是她再次變貌成亞米蕾娜，卻在這時剛好碰上了亞干特。
亞干特對女王變裝的亞米蕾娜重申自己的愛意及保證，女王立刻撤下偽裝，對眼前男人的背叛感到震怒，並發誓復仇。亞干特確認了自己對亞米蕾娜的愛意，並表示自己不再需要女王的幫助。阿蜜妲於憤怒中離去。

### 第三幕
在一處山腳下，巫師所處的洞窟之中。高佛瑞及歐斯塔休斯被告知亞米蕾娜的監牢就位於此山的最頂峰，阿蜜妲的宮殿之中。巫師勸戒兩人，表示他們需要特殊的法力幫助才能將少女救出。高佛瑞和他的兄弟不聽勸告，執意前往女王的領地，卻被該地的無數怪獸所逼退。巫師給了兩人一支法杖，杖中蘊含著比阿蜜妲的魔法還要強大的力量。兩人再次出發，這次怪獸群被擊退，但當他們來到大門前時，宮殿卻消失了，留下兩人站在山頂的懸崖邊，眼前是渦流翻湧的大海。高佛瑞及歐斯塔休斯緩緩爬下懸崖，離開了山頂。
在宮庭花園之中，阿蜜妲準備奪去亞米蕾娜的性命。里納爾多拔出了劍，砍向了女巫，但她被無數幽靈所保護，無法被劍所觸及。突然之間，高佛瑞和歐斯塔休斯出現，他們用法杖輕觸了花園的地面，整座宮殿便如同薄霧般逐漸消失，他們這才發覺，自己是站在一片平原上，不遠處便是耶路撒冷城。阿蜜妲，用自己所剩不多的力量，最後一次試圖殺死亞米蕾娜，但被里納爾多用劍擋下。大馬士革女王，隨著自己的城池一同散去了。在場的四人慶祝著彼此的重聚，高佛瑞也宣布明日便重新開始進攻耶路撒冷。
在耶路撒冷的城牆之內，亞干特及阿蜜妲，面對著共同的威脅，決定盡釋前嫌並重新合作，整合了彼此的兵力準備面對即將到來的強敵。高佛瑞率領著大軍兵臨城下，戰鬥隨之展開。在激烈的纏鬥之下，高佛瑞最終仍攻陷了耶路撒冷；亞干特被里納爾多擊敗並俘獲；而阿蜜妲則被歐斯塔休斯擊倒。里納爾多和亞米蕾娜重申了對彼此的愛意，並結為連理。阿蜜妲承認敗北，折斷了做為自己法力來源的魔杖，並與亞干特一同改信基督教。在兩軍和解的高歌之下，高佛瑞對自己的手下敗將表示寬容，釋放了他們。

## 修訂版本：1717版與1731版
這齣歌劇被多次改寫，其中最為出名的是1717年以及1731年的修訂版，現代演出的內容大多是兩者的融合版本。在1717年之前，對內容的改編並沒有對劇情主軸有太多更動。然而在1731年的版本中，第二幕改成阿蜜妲模仿亞米蕾娜的聲音，而非偽裝她的容貌；而亞干特則是對亞米蕾娜的畫像表達愛意，而非對她本人。第三幕亞干特與阿蜜妲沒有悔改，因而命喪於一架由龍所拉的戰車車輪下。